# Drávaszentiván
Drávaszentiván (horvátul: Ivanovec) falu Horvátországban, Muraköz megyében. Közigazgatásilag Csáktornyához tartozik.

## Fekvése
Csáktornya központjától 3 km-re délkeletre fekszik.

## Története
A település első írásos említése 1367-ben "Iuahonouch" alakban történt. 1478-ban "Ibanowecz" néven említik. A csáktornyai uradalomhoz tartozott.
1437 után az uradalommal együtt a Cilleieké, majd a Cilleiek többi birtokával együtt Vitovec János horvát bán szerezte meg, de örökösei elveszítették. 1477-ben Hunyadi Mátyás Ernuszt János budai nagykereskedőnek és bankárnak adományozta, aki megkapta a horvát báni címet is. 1540-ben a csáktornyai Ernusztok kihalása után az uradalom rövid ideig a Keglevich családé, majd 1546-ban Zrínyi Miklósé lett. Ezután 1671-ig a Zrínyiek birtoka, amikor Zrínyi Pétert felségárulás miatt kivégezték és minden birtokát elkobozták. Ekkor a birtok a kincstáré lett. 1715-ben III. Károly a Muraközzel együtt gróf Csikulin Jánosnak adta zálogba, de a király 1719-ben szolgálatai jutalmául elajándékozta Althan Mihály János cseh nemesnek. 1789-ben a falut a csáktornyai plébániához csatolták. 1791-ben gróf Festetics György vásárolta meg és ezután 132 évig a tolnai Festeticsek birtoka volt.
Vályi András szerint " IVANOVECZ. Horvát falu Szala Várm. földes Ura G. Álthán Uraság, lakosai katolikusok, fekszik Sz. Mártonhoz nem meszsze, és annak filiája, határja közép termékenységű."
A település első iskolája 1871-ben épült. 1910-ben 845, túlnyomórészt horvát lakosa volt. A trianoni békeszerződésig Zala vármegye Csáktornyai járásához tartozott. A mai iskola 1997-ben épült fel.
2001-ben a falunak 2195 lakosa volt.

## Nevezetességei
Szent Vitus (Vid) tiszteletére szentelt plébániatemploma.